# Monument aux morts des Allées
Le Monument aux morts des Allées est un monuments aux morts situé sur la place des Allées à Vesoul, dans l'Est de la France.
Conçu par les architectes Maurice Boutterin, Alfred Landes et Camille Humbaire, l'édifice, inauguré en 1925, commémore les morts vésuliens au cours de la Première Guerre mondiale. La structure est inscrite Monument Historique depuis le 19 décembre 2022,.